# Splinter Cell (romance)
Tom Clancy´s Splinter Cell é um romance, escrito em 2004 pelo autor David Michaels. O romance é baseado na série de vídeo game Splinter Cell criada pelo autor Tom Clancy. A série narra as aventuras e as ações furtivas do personagem Sam Fisher.
Após a publicação do livro em 2004, Raymond Benson anunciou que ele havia escrito o livro, usando o pseudônimo David Michaels. Benson é mais conhecido por ser o autor oficial dos romances da série James Bond de 1997 a 2002. Em 2005, Um segundo livro de Benson foi lançado intitulado Tom Clancy's Splinter Cell: Operação Barracuda. Após a conclusão desse livro, um novo autor foi contratado para continuar a série sob o mesmo pseudônimo.

## Enredo
Sam Fisher, um agente especial, ou Splinter Cell, é chamado para investigar as mortes de outros agentes Splinter Cell. Ele encontra vínculos com uma rede de contrabando de armas, e as suas ligações a um misterioso grupo terrorista conhecido como "The Shadows".

## Sinopse
A trama do romance acontece em 2004 e diz respeito a um grupo terrorista iraniano chamado "The Shadows".
Liderados por Nasir Tarighian, é o objetivo de Tarighian usar uma arma de destruição em massa com o codinome "The Phoenix Babylon" contra a cidade de Bagdá como vingança das ações tomadas pelo Iraque contra o Irã durante a década de 1980 que resultou no assassinato de sua mulher e filhos. Enquanto não há realmente muito benefício para o grupo hoje, Tarighian pretende vender o esquema para sua organização, afirmando que isso também iria criar mais desordem no Iraque e no Oriente Médio, o que iria inevitavelmente fazer com que as pessoas se virassem contra o "Ocidente", nomeado Estados Unidos desde que o Iraque está sob sua vigilância.
Tarighian, um ex "grande guerreiro" durante a "Guerra do Irã-Iraque" e muitas vezes proclamado herói no Iran, esperava que fazendo isso o povo Iraniano iria se regozijar e impulsionar o governo Iraniano a invadir e conquistar o Iraque após os Eua é forçado para fora da região. A maioria dos membros do "The Shadows" discordam com o curso da ação, sentindo que o resultado é extremamente improvável e que o esquema é nada mais que uma vendeta de 20 anos atrás por Tarighian para voltar ao Iraque e se vingar da morte de sua esposa e filhos durante
a guerra. Esses membros sentem que o mesmo efeito de desestabilização na região pode ser alcançado atacando Tel Aviv ou Jerusalém em Israel.
O romance envolve também uma organização terrorista de contrabando de armas chamada "TheShop". Dirigida por Andrei Zdrok, seu objetivo é puramente de negócios; ganhar dinheiro através do fornecimento de armas a qualquer pessoa com dinheiro independentemente de raça, etnia ou religião. "The Shop" é uma das únicas organizações no mundo que está ciente da divisão de operações especiais da NSA, chamada "Third Echelon", a qual envia agentes secretos por todo o mundo e que são chamados Splinter Cells, para fazer o uso da "Fifth Freedom (Quinta Liberdade)", a liberdade para fazer o que for necessário para preservar a Segurança Nacional e a paz dos Estados Unidos. O grupo "The Shop", usando sua inteligência (a fonte da qual é revelada na sequência, "Tom Clancy's Splinter Cell: Operação Barracuda", ser um traidor dentro da própria Third Echelon) e recursos, tomou a liberdade de assassinar Splinter Cells, para que sempre que possível, aumentar sua margem de lucro, impedindo que os carregamentos de armas caiam em mãos indesejadas.
Sam Fisher está posicionado pela Third Echelon no Oriente Médio para descobrir a verdade sobre o assassinato de um agente Splinter Cell e rastrear a fonte de um carregamento de armas apreendido pela polícia Iraquiana. Lá ele inquere e infiltra-se em vários locais relacionando ambos os grupos "The Shop" e "The Shadows", até então desavisado de que o grupo "The Shop" teria alvejado Sam e sua filha, Sarah.